# 切萨雷·罗西
切萨雷·罗西（義大利語：Cesare Rossi，1904年11月10日—1952年11月11日），意大利男子赛艇运动员。他曾代表意大利参加1928年夏季奥林匹克运动会赛艇比赛，获得男子四人单桨无舵手铜牌。